# Pintura da Alemanha

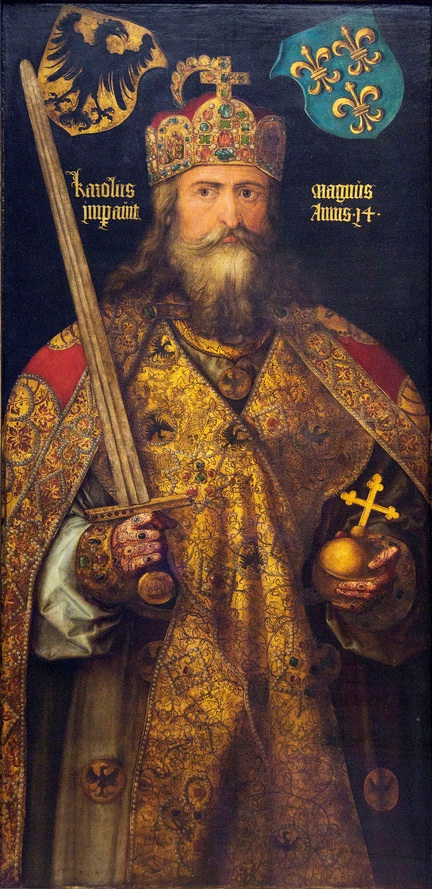
Carlos Magno por Albrecht Dürer

A pintura da Alemanha é aquela que vem sendo produzida no território que forma parte do Estado Federal da Alemanha ou por artistas nascidos nessa região. Desenvolveu-se a partir do século X, com o surgimento da arte otoniana. Como toda pintura ocidental, foi marcada, inicialmente, pela criação de iluminuras na época da Arte carolíngia. Com o progresso da cidade de Colônia e com o Renascimento, um tipo peculiar de arte surgiu na Alemanha, em contraposição às obras criadas na Itália. Com Dürer e outros pequenos mestres, a gravura ocidental alcançou novos patamares.

Importantes artistas alemães do Renascimento foram Albrecht Altdorfer, Lucas Cranach, Matthias Grünewald e Hans Holbein. Os mais importantes artistas barrocos foram Cosmas Damian Asam. Outros artistas são o romântico Caspar David Friedrich, o surrealista Max Ernst, o conceitualista Joseph Beuys, Wolf Vostell e Gerhard Richter e o neo-expressionista Georg Baselitz.

## Pintura da Idade Média e Gótico
A arte carolíngia é a forma mais primitiva de arte germânica. Carlos Magno, como representante de Roma, pretendia fazer um revival da arte romana e de sua cultura no Ocidente. Distanciando-se da iconoclastia do Império Bizantino, Carlos Magno admitiu o uso de imagens em obras artísticas e, assim, fez surgir as origens do que viria a ser o Gótico e o Românico. Como em toda arte carolíngia, as iluminuras tiveram grande importância, como o Códice Áureo de Lorsch (778–820). No começo do século IX, o Arcebispo Ebo de Reims, juntou alguns artistas e transformou a arte carolíngia com a iluminura chamada Evangelho de Ebo, usando pinceladas vibrantes e rápidas. O melhor exemplo dessa época é o Saltério de Utreque (816 - 835). Na época, havia afrescos em igrejas e palácios, mas a maioria deles não mais existe.

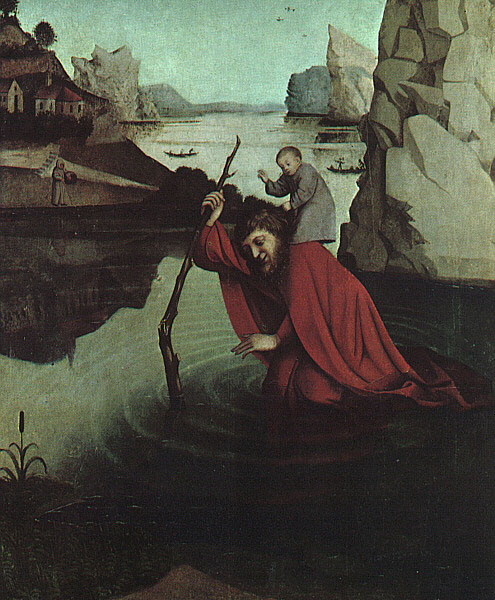
São Cristóvão, por Konrad Witz

Os primeiros grandes exemplos de pinturas alemãs surgiram com a arte otoniana. Esplêndidos manuscritos, enriquecidos com iluminuras, foram produzidos na Escola de Reichenau, enquanto que em Colônia, a pintura de miniaturas exibia um brilhante uso de cor. Ratisbona e Salzburgo foram centros de pintura de afrescos durante o período românico, mas poucas obras ainda sobrevivem.
Nos séculos XV e XVI, a arte de criação de iluminuras decaiu e a elaboração de vitrais desenvolveu-se bastante. Nesses séculos se expandiu a arte da criação de retábulos, em uma grande variedade de estilos. Comeám a serem conhecidos nomes individuais de artistas, pertencentes ao chamado Gótico Internacional ou Weicher Stil. Conrad Soest trabalhou na Vestfália. Em Hamburgo trabalhou Frade Francke. O centro artístico da época era a cidade de Colônia, a ponto de ser criada uma Escola de Colônia, com pintores como Stefan Lochner, criador de obras delicadas que tinham a influência da pintura flamenga, especialmente de Jan van Eyck e Rogier van der Weyden.
Depois de Lochner, Colônia recebeu um forte influência flamenga. Cabe citar também Hans Memling, que nasceu na Alemanha, mas desenvolveu seu trabalho em Flandres. Outros artistas importantes do período foram Lukas Moser, Konrad Witz, Hans Multscher, Hans Holbein, Michael Pacher e Michael Wolgemut.
Caba também destacar no século XV, o desenvolvimento da arte da gravura em madeira, a xilogravura, que teve seu primeiro desenvolvimento na arte alemã. Dos mestres anônimos, deve-se destacar o Mestre E.S., precursor de Martin Schongauer, o mais célebre dos gravadores.
O período gótico na Alemanha terminou com a obra de Matthias Grünewald, que pavimentou o Renascimento no país.

### Pintores do Gótico
- Absolon Stumme
- Albrecht Altdorfer
- Anton Koberger
- Bernt Notke
- Berthold Furtmeyr
- Bartholomäus Bruyn
- Conrad Soest
- Daniel Hopfer
- Erhard Reuwich
- Frade Francke
- Hans Acker
- Hans Bornemann
- Hans Burgkmair
- Hans Leonhard Schäufelein
- Hans Multscher
- Hans Pleydenwurff
- Hans von Kulmbach
- Hermen Rode
- Hildegard de Bingen
- Hinrik Bornemann
- Hinrik Funhof
- Israhel van Meckenem
- Jost de Negker
- Konrad Witz
- Lukas Moser
- Martin Schongauer
- Matthias Grünewald
- Mestre Bertram
- Mestre da Vida da Virgem
- Mestre das Cartas
- Mestre de Housebook
- Mestre de Meßkirch
- Mestre de Saint Giles
- Mestre de Vyšší Brod
- Mestre do Altar de Bartholomäus
- Mestre do Altar de Malchin
- Mestre do Altar de Schöppinger
- Mestre ES
- Michael Pacher
- Michael Wolgemut
- Stephan Lochner
- Wenzel Hollar
- Wilm Dedeke

## Renascimento  e o retrato alemão

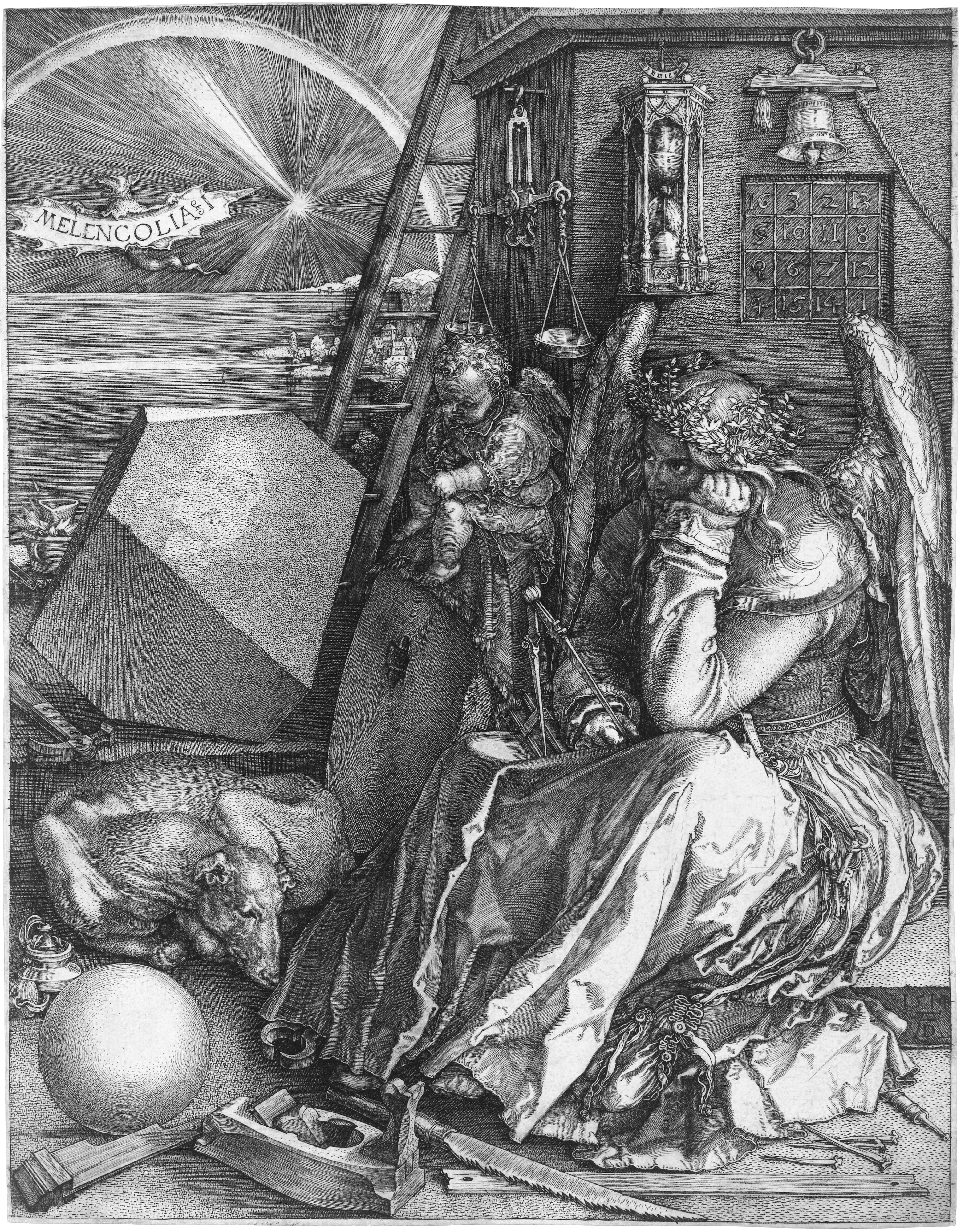
Melancolia, de Dürer

O grande artista alemão do Renascimento setentrional é Albrecht Dürer (1471–1528). Dürer foi tão importante fora quanto dentro da Alemanha. Sua arte era apreciada na Itália, lugar que conheceu em suas viagens. Era excepcionalmente culto e estudou, como os italianos, as proporções e perspectivas. Em 1498, produziu sua primeira grande série de xilogravuras. É o primeiro grande artista protestante.
Lucas Cranach, o Velho, nasceu um ano após Dürer. Obteve cópias das xilogravuras de Dürer em seus primeiros anos e essas obras tiveram grande influência em sua arte. Hans Holbein, o Moço, educou-se no ateliê do pai, mas, no início da carreira, mudou-se para a Suíça. Em Basileia, conheceu Erasmo de Rotterdam, que propiciou-lhe acesso à Corte Inglesa, onde recebeu o apoio de Henrique VIII da Inglaterra. Foi pintor oficial de Frederico III, Sacro Imperador Romano-Germânico, o Sábio.
Albrecht Altdorfer, expoente da Escola do Danúbio, criou paisagens influenciadas também pelas obras de Dürer.

### Pintores do Renascimento
| - Adam Elsheimer - Albrecht Altdorfer - Ambrosius Holbein - Albrecht Dürer - Augustin Hirschvogel - Barthel Beham - Bernhard Strigel - Christoph Amberger - Erhard Altdorfer - Georg Pencz - Hans Baldung - Hans Brosamer - Hans Holbein, o Jovem - Hans Holbein, o Velho - Hans Maler - Hans Rottenhammer - Hans Sebald Beham | - Hans von Aachen - Hans von Kulmbach - Heinrich Aldegrever - Jakob Seisenegger - Jerg Ratgeb - Johann Froben - Jörg Breu, o Velho - Jost Amman - Lucas Cranach, o Velho - Matthias Grünewald - Meister von Meßkirch - Virgil Solis - Wolf Huber |  |

## Século XVII

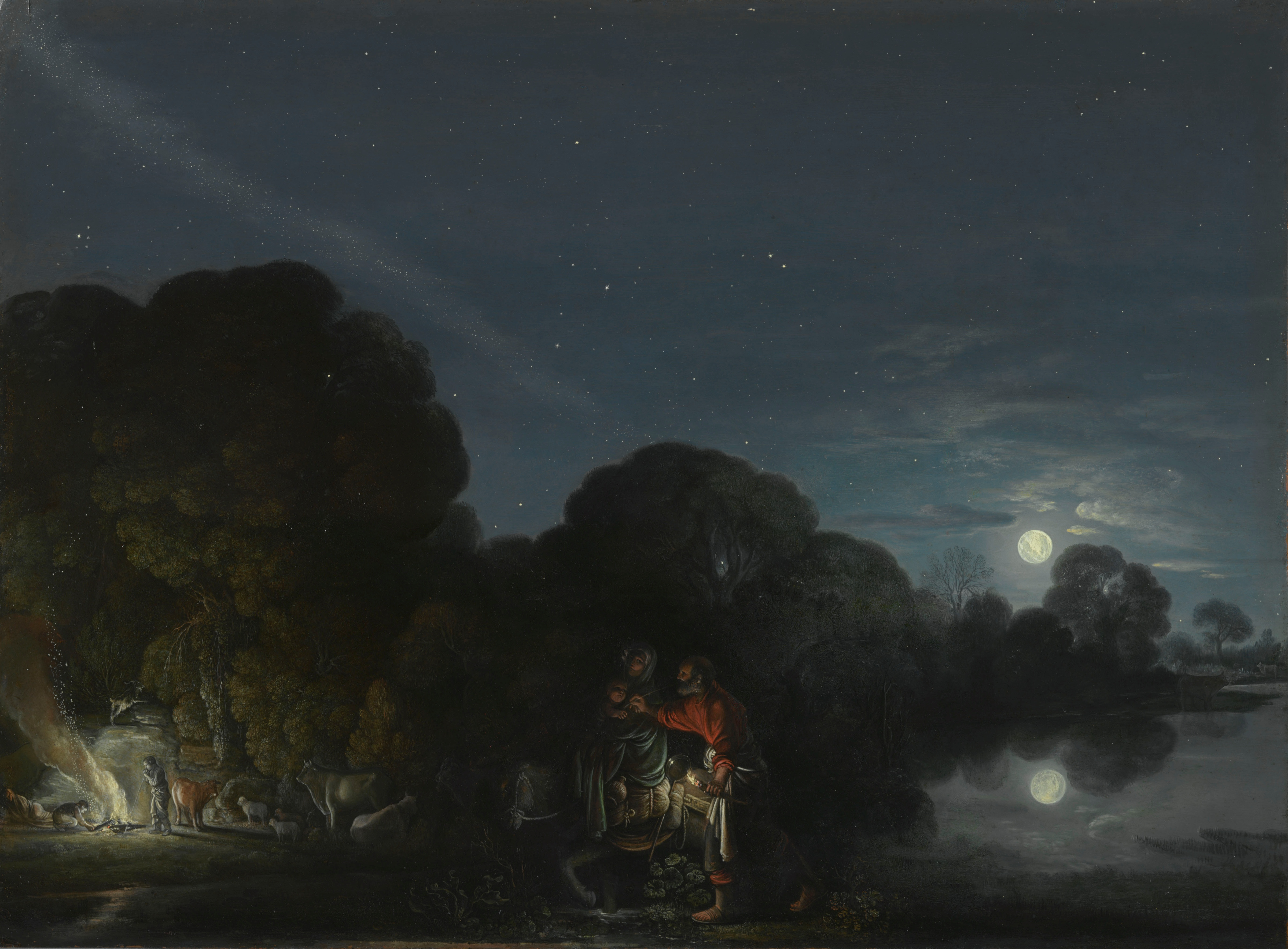
A Fuga do Egito, Adam Elsheimer, 1605).

No século XVII, a pintura alemã sofreu com as circunstâncias históricas, tais como a Guerra dos Trinta Anos, que devastou o território alemão reduzindo sua população a 30%. Um centro importante de produção artística foi a corte de Rodolfo II do Sacro Império Romano-Germânico, em Praga, onde trabalharam  Hans von Aachen e Hans Rottenhammer.
Mas os artistas mais destacados da época viveram na Itália: Adam Elsheimer e Johann Liss.
- Cosmas Damian Asam
- Adam Elsheimer
- Johann Liss
- Hans von Aachen
- Hans Rottenhammer

## Século XVIII
Durante o período Rococó, foram criados sobretudo afrescos, utilizados como decoração de igrejas e palácios, influenciados pelos modelos do Barroco italiano e do Rococó francês. A arquitetura rococó alemã ofereceu inúmeras oportunidades para esse tipo de pintura ilusionista, especialmente em abóbadas que muitas vezes são autênticos trompe l'oeil, graças ao uso de estuque e douramento. Para alcançar uma integração coerente de arquitetura, escultura e pintura, a construção e sua decoração foram projetadas simultaneamente; Isso ocorreu nas grandes igrejas católicas , bem como nos palácios dos príncipes, fossem eles protestantes ou católicos. 
Esta pintura decorativa foi introduzida na Europa Central através do trabalho de artistas estrangeiros, como Andrea Pozzo, que trabalhou em Viena e cujos afrescos ilusionistas influenciaram fortemente a arte barroca vienense, com seguidores na Hungria, Boêmia, Morávia e Polônia. 
Na Alemanha, vale destacar Tiepolo, que pintou na residência de Würzburg.
Mas logo surgiram pintores nativos que fizeram esse tipo de pintura. Às vezes, eles estavam intimamente associados ao arquiteto que construiu a obra ou ao escultor de estuque. Assim, poder-se-ia ver o pintor Cosmas Damian Asam trabalhando ao lado de seu irmão, o escultor Egidio Quirino, ou Johann Baptist Zimmermann ao lado de seu irmão, o arquiteto Dominikus Zimmermann. Também havia famílias de pintores, como Johannes Zick, um pintor ativo no sul da Alemanha, por exemplo, e que era o pai do pintor Januarius Zick, que trabalhou na Abadia de Wiblingen perto de Ulm e em Viena ; Anton Franz Maulpertsch também trabalhou lá. Outro importante decorador foi Matthäus Günther.
Dentro da pintura de cavalete, podemos citar Anton Raphael Mengs, que se formou na Itália e trabalhou tanto em Roma quanto em Madri. Ele cultiva vários gêneros: o retrato típico do Rococó, cenas mitológicas e religiosas. Mengs já é considerado um pioneiro do Neoclassicismo. Ele influenciou a pintura alemã, italiana e espanhola.

## Século XIX
Não é fácil separar a pintura do neoclassicismo da pintura romântica, já que a transição de uma para a outra não é fácil de determinar na Alemanha. Asmus Jacob Carstens, por exemplo, é considerado neoclássico, mas suas obras são bastante ecléticas. Há uma predileção marcante pelo gênero paisagístico. Houve paisagistas que se inclinaram para a paisagem pacífica e clássica, como Joseph Anton Koch, de estilo neoclássico, que criou inúmeras pinturas de montanhas, sendo famosas suas Cataratas de Schmadribach.
É necessário diferenciar entre o Romantismo Católico do Sul e o Romantismo que poderíamos chamar de Protestante do Norte da Alemanha. Dentro do primeiro há um grupo de pintores alemães que não estavam em território alemão, mas em Roma: são os Nazarenos. Este é um grupo de pintores nascidos por volta de 1785 e que chegaram a Roma em 1810, vivendo em comunidade. Eles tentaram expressar seus próprios ideais morais e religiosos e reviver uma pintura que era alheia ao academicismo, recebendo em graus variados a influência de pintores como Fra Angelico, Perugino e Rafael. Johann Friedrich Overbeck e Peter von Cornelius destacam-se neste grupo e colaboraram em obras coletivas como a decoração de afrescos da casa do cônsul prussiano em Roma ou da Villa Massimi. Com o tempo, a maioria dos nazarenos retornou à Alemanha, ingressando em instituições acadêmicas, ocupando cargos oficiais e criando grandes obras murais. Assim, Wilhelm von Schadow lecionou em Düsseldorf e Philipp Veit em Frankfurt am Main. Somente Johann Friedrich Overbeck permaneceu na Itália.
Houve, no entanto, uma segunda linha do Romantismo, a do norte da Alemanha, simbolizada por artistas como Philipp Otto Runge e Caspar David Friedrich, que refletiram em suas pinturas uma imensa paisagem na qual o homem é diminuído, buscando assim criar uma pintura religiosa na qual a grandeza da divindade seja evidente. Ambos tomaram como modelo não a paisagem italiana clássica, mas a do norte da Alemanha em geral e as planícies da Pomerânia em particular. Friedrich também povoou suas composições com elementos tipicamente românticos, como ruínas ou cemitérios. Em sua época, os nazarenos tinham muito mais relevância e aceitação do que esses Heimatkünstler ou "pintores da terra". Atualmente, porém, elas estão consideravelmente revalorizadas.